# Račice (zámek)
Zámek Račice je renesanční zámek s empírovými úpravami stojící v obci Račice-Pístovice asi 9 km západně od města Vyškov v údolí říčky Rakovec na úpatí Drahanské vrchoviny.

## Historie
Byl postaven na místě bývalého hradu z let 1275–1285. Vesnice Račice se v pramenech poprvé objevuje v závěti Kojaty IV. Hrabišice, který ji odkázal svým neteřím Eufemii a Svatochně. V roce 1285 se po hradu píše Milota pocházející z rodu erbu rozletité střely – ze Švábenic. Lze proto předpokládat, že hrad nechal vybudovat právě on. Po něm hrad možná zdědil jeho příbuzný Vilém II. z Náměště, jenž ho však z neznámých důvodů nedokázal udržet. Hradu poté zmocnil loupežný rytíř Friduš z Linavy, a po obléhání vojsky Jana Lucemburského, které je zaznamenáno i ve Zbraslavské kronice, byl hrad roku 1312 rozbořen. Brzy byl však obnoven a od roku 1346 ho drželi páni z Lipé. Zakrátko ho získali páni ze Šternberka a od roku 1381 držel jeho díl Petr z Kravař. V rodu pánů z Kravař byl i po dobu husitských válek a stal se základnou husitů. Proto byl roku 1422 obléhán a dobyt vojskem olomouckého biskupa Jana Železného.
Roku 1434 seděl na hradě Petr z Konice a roku 1448 Vok V. z Holštejna. Po smrti Jiřího z Kravař připadly Račice Václavu Černohorskému z Boskovic, který je vyženil s jeho dcerou Kateřinou. V roce 1468 byl hrad za česko-uherských válek obsazen vojáky Matyáše Korvína. Boskovicové drželi hrad až do roku 1568, kdy panství koupil Hanuš Haugvic z Biskupic.
Ten patřil ke třem majitelům, kteří měli v historii zásadní vliv na vzhled račického panství. Nechal hrad, který pozbyl svého obranného významu, přestavět na renesanční zámek. Přistavuje severozápadní křídlo a doplňuje přízemí nádvoří arkádami.
V roce 1590 se stává majitelem Hanuš Petřvaldský z Petřvaldu, jeden z nejbohatších feudálů tehdejší Moravy. Hanuš vtiskl zámku pozdně renesanční ráz. Arkády zvýšil o jedno podlaží, zastřešil je pultovou střechou, dal zbudovat kašnu na nádvoří a reprezentační interiéry vyzdobit řezbáři a štukatéry. Coby účastník odboje proti Habsburkům, který skončil porážkou na Bílé hoře roku 1620, byl Hanuš uvězněn, jeho majetek zkonfiskován a pod cenou prodán rodům loajálním s Habsburky. Majitelé zámku se dále střídali, aniž by ovlivnili jeho vzhled, až do roku 1830, kdy zámecký areál zakoupil textilní magnát baron Jan Mundy.
Mundy nechal strhnout a posléze znovu postavit severozápadní křídlo zámku, arkády na nádvoří zvýšil na současná 3 podlaží, nechal je také vyzdít a opatřit velkými okny. Zámecké věže dostaly biedermeierový háv. Dřevěné obložení několika salonků z dob působení barona Mundyho se zachovalo dodnes – vše můžete spatřit v rámci prohlídkového okruhu.
Posledním předválečným majitelem byla vídeňský průmyslník Philipp von Schoeller. Jeho předchůdce, Paul Eduard von Schoeler, nechal odstranit značnou část kýčovitě přezdobených dekorací interiéru z dob Jana Mundyho a učinil ze zámku velmi vkusně vybavenou rezidenci, kterou využíval pro společenská setkání s přáteli, hosty a obchodními partnery, především při příležitosti honů v přilehlých lesích.
V září 1938 se za všeobecné mobilizace stal zámek sídlem generálního štábu Československé armády.. Od poloviny září 1938 zde zasedala československá generalita a intenzivně připravovala plány na obranu Československa proti očekávanému útoku německé hitlerovské armády. Mnichovská dohoda z 29. září však veškeré plány zhatila, takže generální štáb armády své působení v račicích ukončil po pouhých dvou týdnech.
Po válce se v objektu postupně vystřídali jako uživatelé OP Prostějov, základní škola, odborné učiliště a dětský domov. Činnost dětského domova byla ukončena v roce 2014, poté byl zámek více než 2 roky bez využití. Od tehdejšího vlastníka, Jihomoravského kraje, zámek v dražbě koupila v roce 2017 brněnská společnost e-Finance, a.s.
Ta zřídila v předzámčí ubytovací zařízení s pokoji a apartmány turistického typu pro 35 hostů. Hlavní budovu zámku čeká přestavba na wellness hotel. V létě 2020 byl poprvé v historii zámek zpřístupněn veřejnosti. Návštěvníci mohou během letních prázdnin absolvovat komentovanou prohlídku bývalých reprezentativních prostor zámku, občerstvit se na nádvoří, nebo využít ubytování turistického typu přímo na zámku. Zde je hostům k dispozici 68 lůžek převážně ve čtyřlůžkových pokojích se sdíleným sociálním zařízením.
Zdroj: Oficiální stránky Zámku Račice.

## Galerie

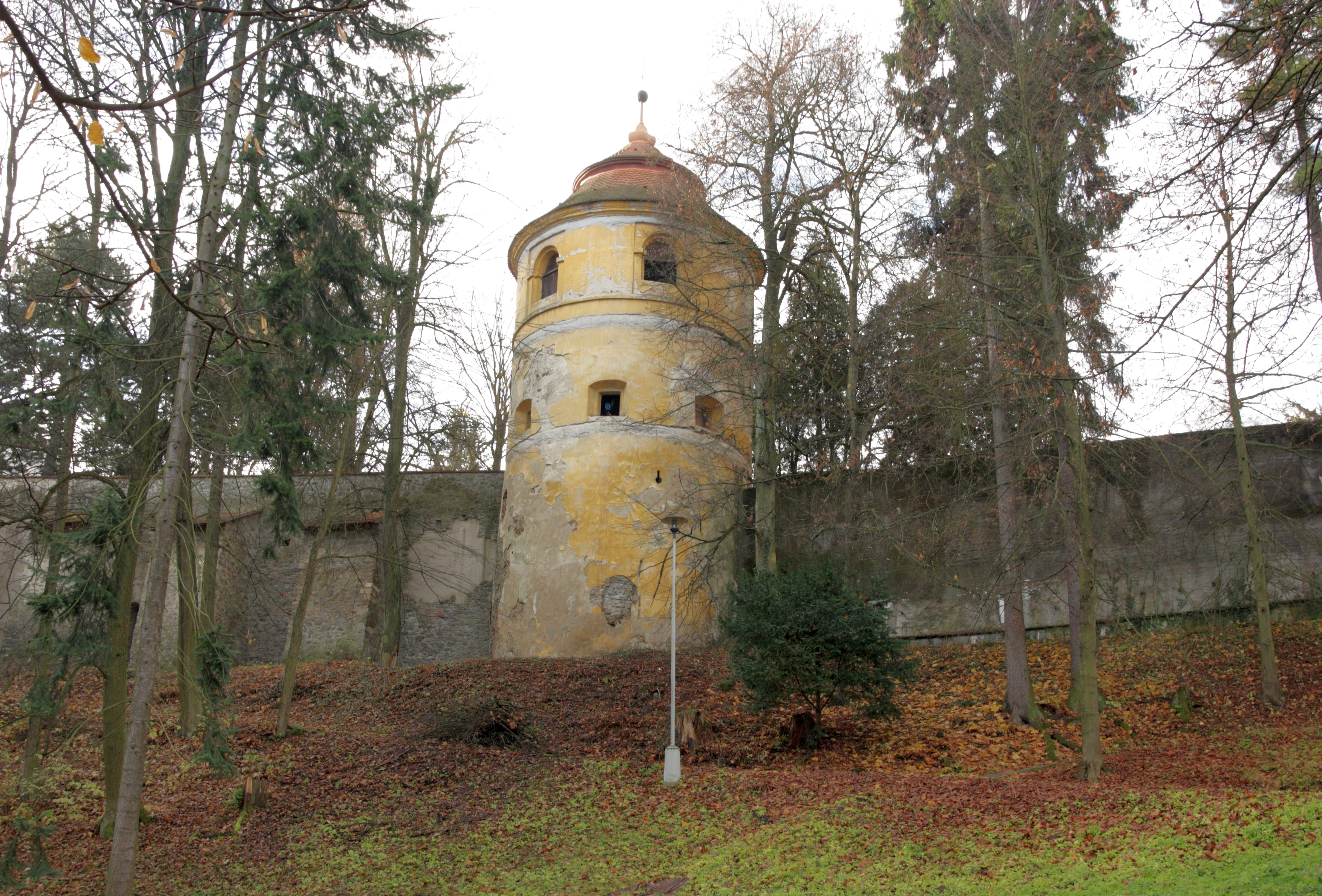
hradební bašta
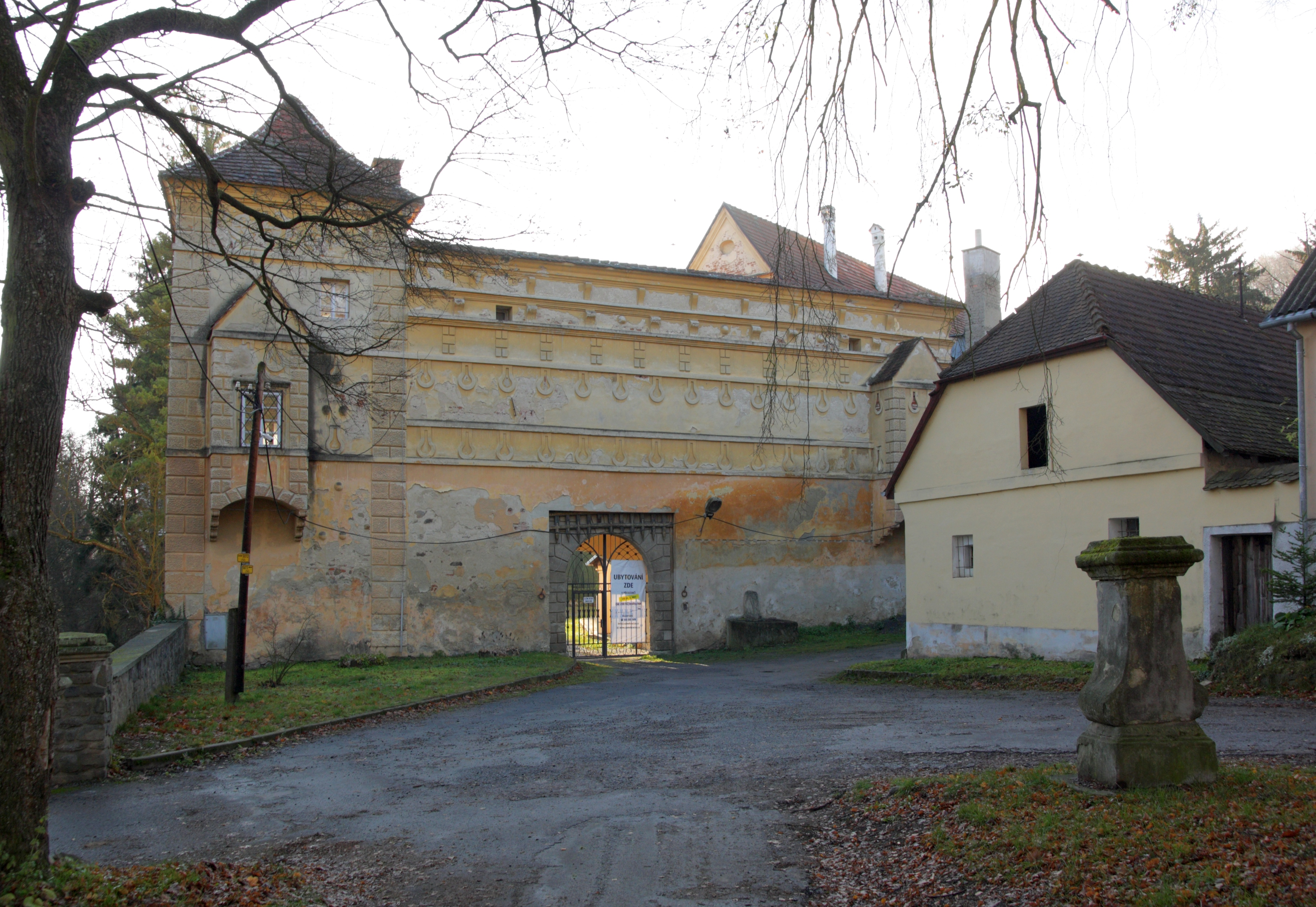
vstupní brána
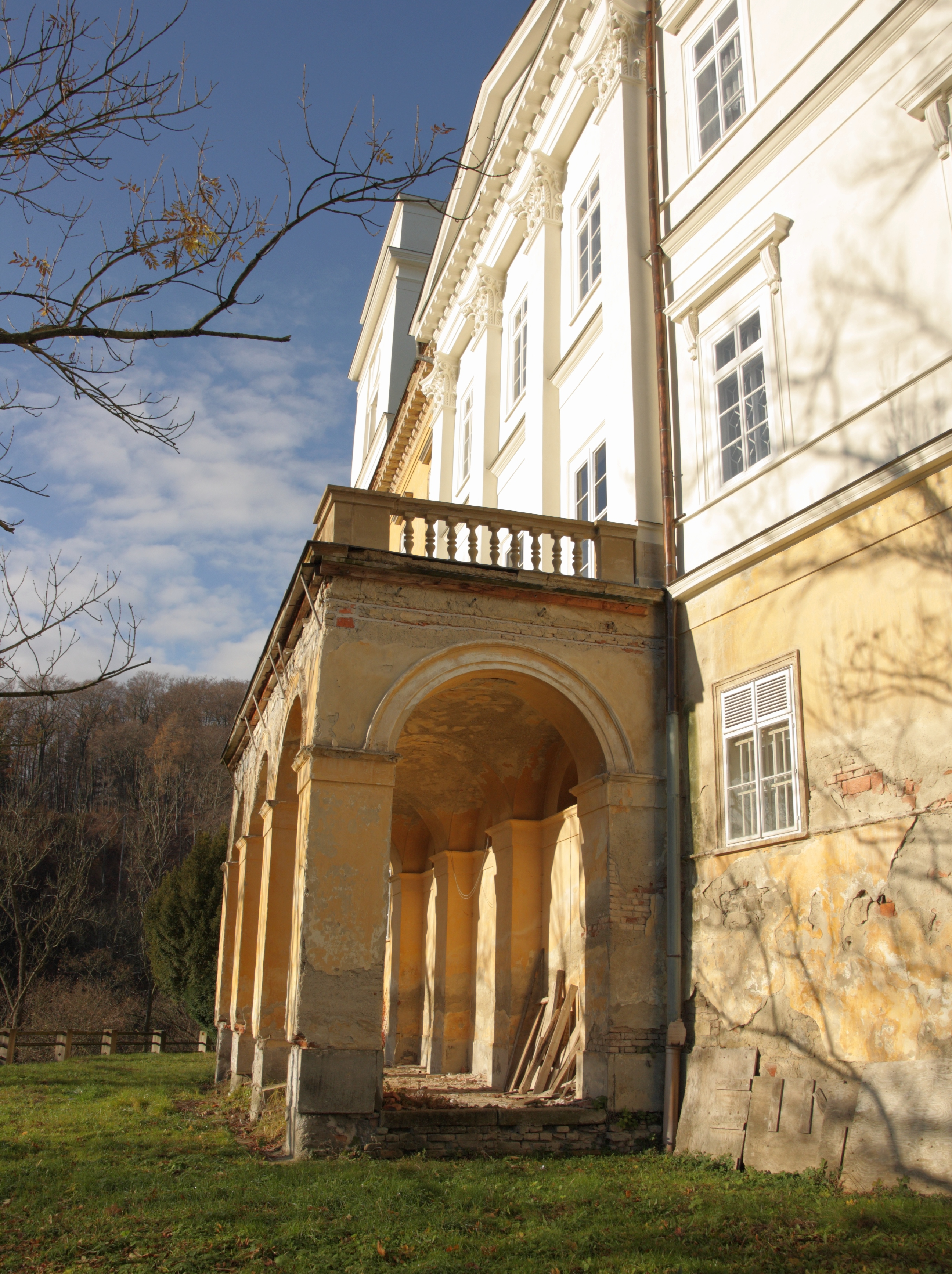
arkády u jihovýchodního průčelí
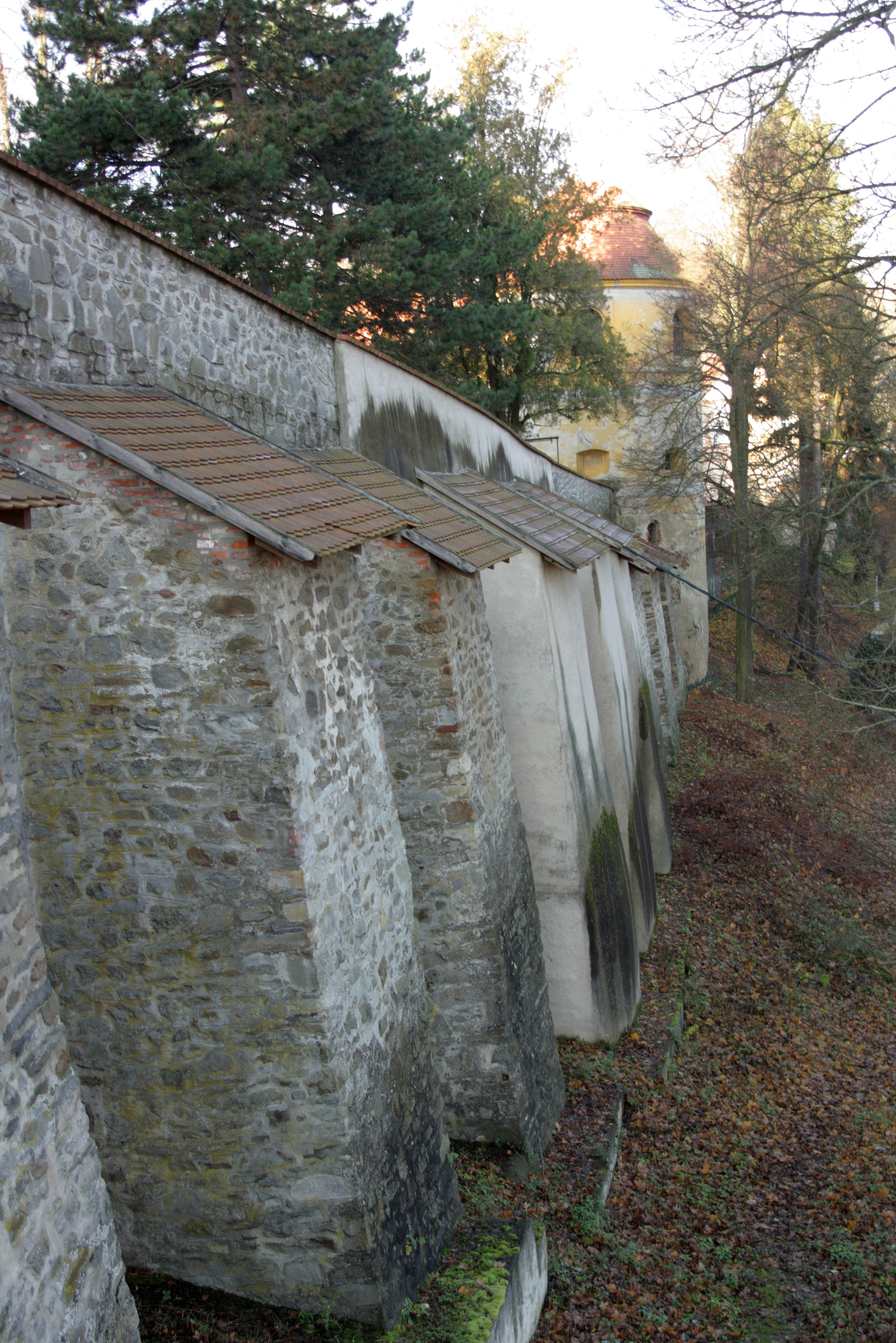
hradba na severní straně